# New jack swing

Michael Jackson maakte met Dangerous het best verkochte new jack swing album aller tijden.

New jack swing, ook bekend als swingbeat, is een muziekgenre dat aan het eind van de jaren '80 is ontstaan. Het genre wordt doorgaans beschreven als een combinatie van soul, jazz, hiphop en moderne r&b.

Toen Janet Jackson in 1986 samen met producerduo Jimmy Jam & Terry Lewis haar album Control uitbracht, waren daarop de eerste vroege tekenen van het new jack swing-genre te horen. Toch wordt het album Make It Last Forever van Keith Sweat uit 1987 vaak gezien als het eerste echte new jack swing-album, waarmee producer Teddy Riley wordt beschouwd als de grondlegger van het genre. Niet veel later volgden L.A. Reid en Babyface in 1988 met mainstream new jack swing op Bobby Brown zijn album Don't Be Cruel en behaalden ook Janet Jackson, Jimmy Jam en Terry Lewis in 1989 groot wereldwijd succes met hun eerste volwaardig new jack swing album: Rhythm Nation 1814. De samenwerking tussen Teddy Riley en Michael Jackson leidde in 1991 tot het album Dangerous, dat met meer dan 32 miljoen verkochte exemplaren het bestverkochte new jack swing-album aller tijden is.

Teddy Riley, Jimmy Jam & Terry Lewis, Babyface en L.A. Reid zijn de eerste en belangrijkste new jack swing producers.
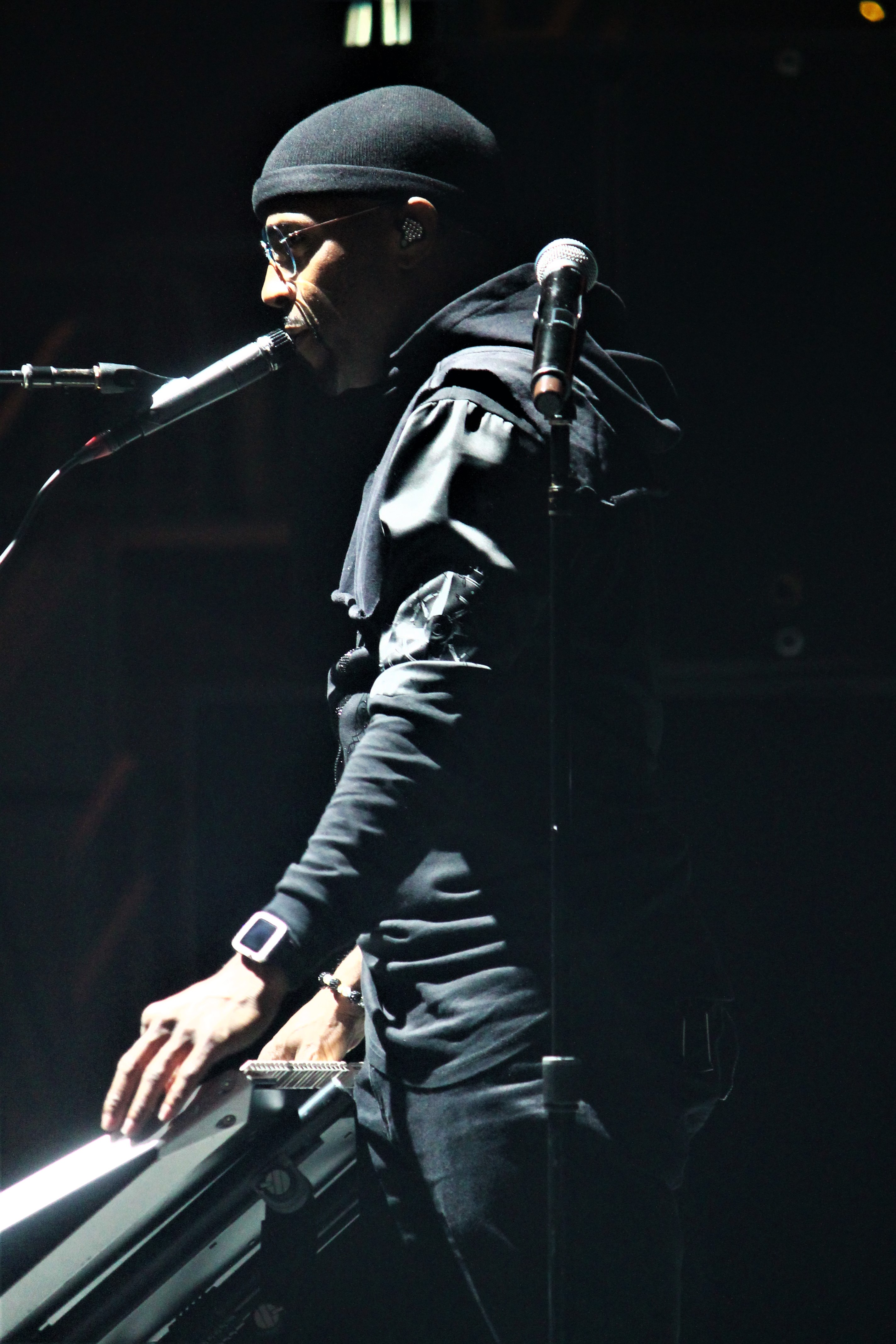
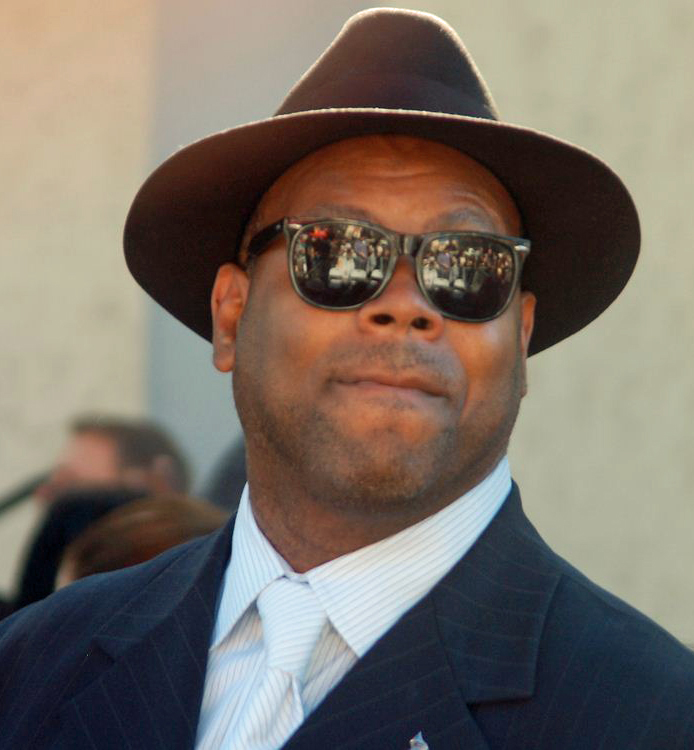
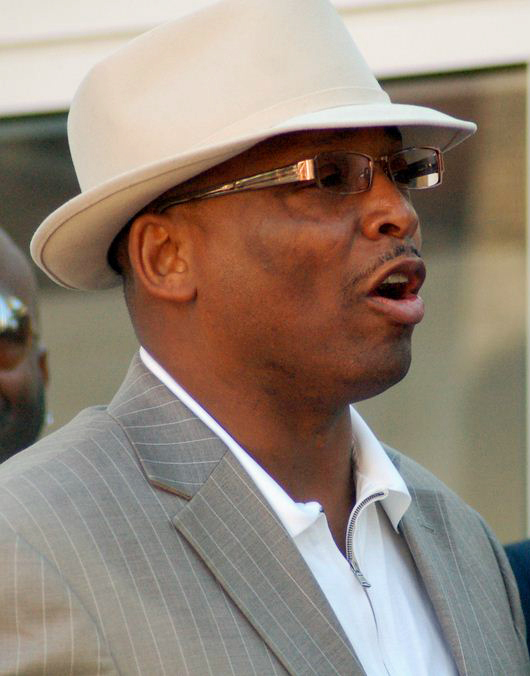
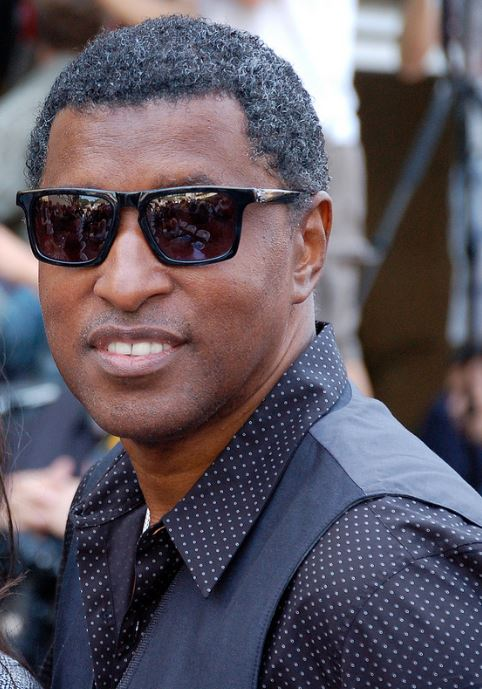
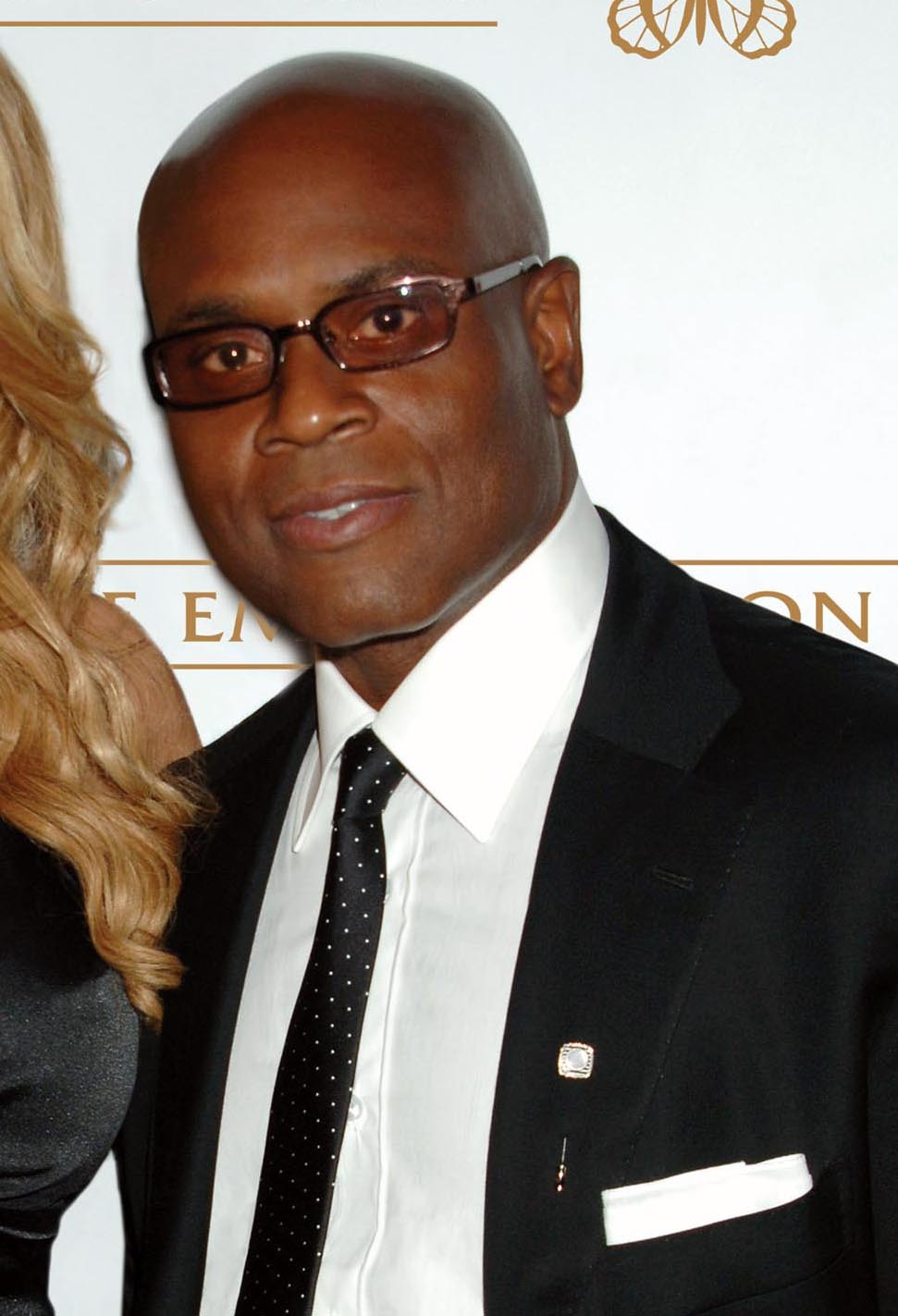

## Lijst van new jack swing-artiesten
- Another Bad Creation
- Babyface
- Backstreet Boys
- Basic Black
- Bobby Brown
- Bell Biv DeVoe
- Blackstreet
- BlackGirl
- Boyz II Men
- Bubba
- Tevin Campbell
- Chuckii Booker
- Colin England
- Color Me Badd
- En Vogue
- Father MC
- Five XI
- Force M.D.s
- Force One Network
- Foster & McElroy
- Guy
- Aaron Hall
- Hi-Five
- Highland Place Mobsters
- Heavy D. & The Boyz
- Immature/IMX
- Keisha Jackson
- Keith Sweat
- Lataesha
- Janet Jackson
- Joe Public
- Johnny Kemp
- Johnny Gill
- New Edition
- Me 2 U
- Michael Jackson
- Mint Condition
- Ol' Skool
- Profyle
- Ralph Tresvant
- Riff
- Soul II Soul
- Al B. Sure!
- Keith Sweat
- SWV
- The Time
- Timex Social Club
- Today
- Tony! Toni! Toné!
- Tony Scott
- Total
- Troop
- II Close
- Whistle
- Wreckx-N-Effect